# FAMOUS IN LOVE
『FAMOUS IN LOVE』（フェイマス・イン・ラヴ）は、2017年から2018年に放送されたレベッカ・セルレの小説を原作とするアメリカ合衆国のテレビドラマ。2017年4月18日から米フリーフォームで放送がスタートして、シーズン2まで製作された。
日本では、2018年 11月23日からスーパー!ドラマTVで放送された。

## あらすじ

### シーズン1
ロサンゼルスに住む女子大生ペイジ・タウンセン（ベラ・ソーン）は、ルームメイトの親友キャシー（ジョージ―・フローレス）に誘われ、映画『ロックト』のオーディションを受けて見事ヒロイン役を射止める。
ペイジは女優としての階段を駆け上がりながら、『ロックト』の主演俳優で人気スターのレイナー（カーター・ジェンキンス）や映画監督志望のルームメイト、ジェイク（チャーリー・デピュー）との恋愛、友情、そしてライバルとの対立などいろいろな経験をして、虚栄と野心に満ちたハリウッドで女優として、そしてひとりの女性として成長していく。

## キャスト

### メイン
ペイジ・タウンセン
演 - ベラ・ソーン、日本語吹替 - 小宮有紗
経済学を専攻している女子大生。親友のキャシーに付き合って参加した大作映画『ロックト』のオーディションで思いがけず、ヒロイン役を射止める。キャシーと共に同居する映画監督志望のジェイクに密かに想いを寄せているが、映画の相手役となる人気スター、レイナーのことも気になり始める。
ジェイク・ソルト
演 - チャーリー・デピュー、日本語吹替 - 下野紘
ペイジとキャシーのルームメイト。映画監督を目指して映画学部に通う真面目な大学生で、親友でもあるペイジへの愛情に気づき始めている。ペイジと自分との関係をヒントに書き上げた脚本がエージェントの目に止まる。
レイナー・デボン
演 - カーター・ジェンキンス、日本語吹替 - 梶裕貴
映画『ロックト』でペイジの相手役を演じる人気俳優。アルコール依存症と派手な女性関係で、プロデューサーである母親のニーナの悩みの種でもある。オーディションに来ていたペイジを見て一目で気に入り、共演が決まってからはことあるごとにペイジを誘惑する。
カサンドラ・“キャシー”・パーキンス
演 - ジョージー・フローレス、日本語吹替 - 潘めぐみ
ペイジの親友でルームメイト。元テレビ女優の母親に憧れ、自身も女優を目指している。性格は明るく快活だが、大学の授業料を支払えないほど困窮していることをペイジにも言えずに密かに怪しげなアルバイトをしている。
アレクシス・グレン
演 - ニキ・コス、日本語吹替 - 斎藤千和
人気スター女優でレズビアン。有望視されていた『ロックト』のヒロイン役をペイジに取られてしまい、人気にかげりが出てきたことに焦りを感じている。役のためなら枕営業もいとわない策略家。
ジョーダン・ワイルダー
演 - キース・パワーズ、日本語吹替 - 高橋英則
レイナーの親友だった若手人気スター。タンジーとの三角関係が原因で、レイナーとは疎遠になっている。一方で、密かにレイナーの母親でプロデューサーのニーナと愛人関係にある。
タンジー・ターナー
演 - ペピ・ソヌーガ、日本語吹替 - ブリドカット セーラ 恵美
女優を目指す売れっ子シンガー。ジョーダンと交際中だが、過去にレイナーと三角関係になった事があり今は気まずくなっている。マネージャーでもある母親とも仕事の件で衝突しがち。
ニーナ・デボン
演 - ペリー・リーヴス、日本語吹替 - 魏涼子
敏腕映画プロデューサーでもあるレイナーの母親。女手一つでレイナースターに育てあげたこともあり、勝ち気で目的のためには手段を選ばない。レイナーの親友ジョーダンとは密かに愛人関係を続けている。

## エピソード一覧

### シーズン一覧
| シーズン | シーズン | エピソード | 米国での放送日 | 米国での放送日 |
| シーズン | シーズン | エピソード | 初回           | 最終回         |
| -------- | -------- | ---------- | -------------- | -------------- |
|          | 1        | 10         | 2017年4月18日  | 2017年6月13日  |
|          | 2        | 10         | 2018年4月4日   | 2018年5月30日  |

### シーズン1 （2017年)
- 日本初放送日：2018年11月23日 -

### シーズン1
| 通算 # | #  | 邦題 原題                                                | 監督                                   | 脚本                                                                                       | 米国放送日    |
| --- | -- | -------------------------------------------------------- | -------------------------------------- | ------------------------------------------------------------------------------------------ | ------------- |
| 1 | 1  | "オーディション/Pilot"                                   | ミゲル・アルテタ、ターニャ・マキアナン | レベッカ・セルレ、I・マーレーン・キング                                                    | 2017年4月18日 |
| ロサンゼルスの大学で経済学を専攻する女子大生ペイジ・タウンセンは、親友のカサンドラ、ジェイクとともに同じアパートで楽しく暮らしている。ペイジは、映画監督志望のジェイクに密かに恋心を抱いているが、なかなか気持ちを伝えられずにいた。カサンドラに誘われて映画『ロックト』のヒロイン役の公開オーディションを受けたペイジは、主演が決まっている人気俳優レイナーに見初められる。        |    |                                                          |                                        |                                                                                            |               |
| 2 | 2  | "悩めるスター/A Star Is Torn"                            | ノーマン・バックリー                   | I・マーレーン・キング、レベッカ・セルレ、クリストファー・ファイフ                          | 2017年4月25日 |
| 映画の出演が決まったことを両親に伝えられずにいたペイジは、訪ねてきた2人に何も言えずにその場をやり過ごすことしかできなかった。一方、キャストのお披露目パーティーを翌日に控えたペイジは、カサンドラとジェイクと一緒にドレス選びにブティックに出かける。その帰りに、ジェイクに本心を伝えようと意を決したペイジだったが…。                                                              |    |                                                          |                                        |                                                                                            |               |
| 3 | 3  | "学業との両立/Not So Easy A"                             | マイケル・ゴイ                         | I・マーレーン・キング、レベッカ・セルレ、タウンヤ・バッタチャーヤ、アリ・ラベンソール      | 2017年5月2日  |
| ペイジは、女優と学業の両立を目指すが、映画の仕事に追われ課題のレポート提出も思うようにいかず苦労していた。エージェントとの顔合わせが決まったものの不安なペイジは、カサンドラとジェイクに同席してもらい、2人はペイジに代わって、エージェントのケンに意見を言う。話の最中にジェイクが脚本を書いていることを知ったケンは、ジェイクの脚本を預かるのだが…。                              |    |                                                          |                                        |                                                                                            |               |
| 4 | 4  | "失望へのプレリュード/Prelude to a Diss"                 | メアリー・ルー・ベリー                 | I・マーレーン・キング、レベッカ・セルレ                                                    | 2017年5月9日  |
| 『ロックト』の撮影初日。緊張の面持ちでスタジオ入りしたペイジだったが、アレクシスが病気で撮影に参加できず、進行表が大幅に変わってしまう。動揺したペイジは演技に身が入らず、ついに監督から怒鳴られてしまう。 一方、秘密の仕事に苦労するキャシーは、ペイジの前では明るくふるまっていたが、客の要求がエスカレートして窮地に立たされる。                                                 |    |                                                          |                                        |                                                                                            |               |
| 5 | 5  | "21歳の誕生日/Some Like It Not"                          | タニヤ・ハミルトン                     | I・マーレーン・キング、レベッカ・セルレ、ウィリアム・H・ブラウン                           | 2017年5月16日 |
| アレクシスと一夜を過ごしたジェイクが帰宅し、ペイジとカサンドラは嫌味を言うが、ペイジの誕生日を3人で祝うことを約束する。その後ジェイクの一言にペイジは機嫌を損ねて、2人は再び険悪ムードになってしまう。 レイナーはペイジのために豪華なサプライズパーティーを開き、2人は急接近する。そこへ自分の書いた脚本が認められ、考えを改めたジェイクがペイジの誕生日を祝うために戻ってくるが…。 |    |                                                          |                                        |                                                                                            |               |
| 6 | 6  | "迷子になって/Found in Translation"                      | ロン・ラゴマシーノ                     | I・マーレーン・キング、レベッカ・セルレ、ケイトランド・ブラウン                            | 2017年5月23日 |
| ペイジからもらったダイヤモンドのブレスレットを質屋に入れたカサンドラだったが、ペイジから映画会社の重役とのディナーにブレスレットをしていきたいと言われ、トップレス・メイドの仕事を増やすことにする。その仕事場でジェイクにトップレス姿を見られてしまい、カサンドラはショックのあまりその場から逃げだしてしまう。                                                                    |    |                                                          |                                        |                                                                                            |               |
| 7 | 7  | "秘密とパイ/Secrets & Pies"                              | ロジャー・カンブル                     | I・マーレーン・キング、レベッカ・セルレ、ミゲル・イアン・ラヤ                              | 2017年5月30日 |
| ペイジはカサンドラを助けるために自分のアシスタントをしてはどうかと提案するが、カサンドラはトップレス・メイドの仕事を再開し、2人はケンカになる。 ペイジからベガス行きを断られたレイナーは、ダンスレッスンにも姿を見せず、ペイジからの電話も無視していた。降板を告げられたタンジーは、レイナーに抗議し、ジョーダンは衝撃的な過去をレイナーに打ち明ける。                              |    |                                                          |                                        |                                                                                            |               |
| 8 | 8  | "脚本をめぐる混乱/Crazy Scripted Love"                   | ギアリー・マクロード                   | I・マーレーン・キング、レベッカ・セルレ、タウンヤ・バッタチャーヤ、アリ・ラベンソール      | 2017年6月6日  |
| ジェイクの脚本が大物脚本家に奪われることを知ったアレクシスは、ジェイクの脚本を担当できるよう会社に交渉するが叶わず、そのことをジェイクに告げられずに人知れず思い悩んでいた。ペイジはカサンドラとのいざこざのダメージが大きく、演技に集中できずにいたが、レイナーのアドバイスを受けて見違えるような演技を見せる。                                                                    |    |                                                          |                                        |                                                                                            |               |
| 9 | 9  | "フィフティ・シェイズ・オブ・レッド/Fifty Shades of Red" | スザンナ・フォーゲル                   | I・マーレーン・キング、レベッカ・セルレ、クリストファー・ファイフ、ウイリアム・H・ブラウン | 2017年6月13日 |
| レイナーとのツーショット写真が流出し、ペイジはパパラッチから追われるはめになる。久しぶりにキャンパスを訪れてカサンドラと話したペイジは、カサンドラとジェイクが連絡を取っていることを知り、自分だけのけ者にされたような疎外感を覚える。そのことをレイナーに話すと、2人とは住む世界が違ってしまうと指摘されるのだが…。                                                                |    |                                                          |                                        |                                                                                            |               |
| 10 | 10 | "リービング・ロサンゼルス/Leaving Los Angeles"           | エリザベス・アレン・ローゼンバウム     | Ｉ・マーレーン・キング、レベッカ・セルレ、メリッサ・カーター                               | 2017年6月13日 |
| レイナーは、酔ったままジョーダン主演映画のプレミア会場に現れ、パパラッチを殴ってしまう。その場から逃れるため強引に車に乗せられたレイナーは、同乗したアランとジョーダンの前で、自分の父親がアランであることをぶちまけ、2人は絶句する。自暴自棄になったレイナーが行方不明になり、映画の撮影も危うくなったペイジは必死に彼を探すのだが…。                                              |    |                                                          |                                        |                                                                                            |               |